# Гірокастра (область)
Гірокастра (алб. Qarku i Gjirokastrës) — область на півдні Албанії. Адміністративний центр — місто Гірокастра.

## Адміністративний поділ
До 2000 року повіт Гірокастра поділявся на три райони: Гірокастра, Пермет і Тепелене. Після реформи місцевого самоврядування 2015 року повіт складається з наступних 7 муніципалітетів: Дропулл, Ґірокастер, Келцире, Лібогове, Мемаляй, Пермет і Тепелене. До 2015 року він складався з наступних 3 округів і 32 муніципалітетів:
До складу області входять округи:
| Округ      | Адміністративний центр | Населення, осіб (2010) | Площа, км² | Муніципалітети |
| ---------- | ---------------------- | ---------------------- | ---------- | --- |
| Гірокастра | Гірокастра             | 56 720                 | 1137       | Antigonë, Cepo, Dropull i Poshtëm, Dropull i Sipërm, Gjirokastër, Lazarat, Libohovë, Lunxhëri, Odrie, Picar, Pogon, Qendër Libohovë, Zagori |
| Пермет     | Пермет                 | 22 029                 | 930        | Ballaban, Çarshovë, Dishnicë, Frashër, Këlcyr ë, Përmet, Petran, Qendër Piskovë, Sukë                                                       |
| Тепелена   | Тепелена               | 23 800                 | 817        | Buz, Memaliaj, Krahës, Kurvelesh, Lopës, Luftinjë, Memaliaj, Qendër, Qesarat, Tepelenë                                                      |

Населення 72 176 осіб (2011), площа 2883 км².
Межує з областями:
- Берат на півночі
- Корча на сході
- Вльора на заході
- Фієр на північному заході